# Аскаровка
Аскаровка (Аскаровская молочно-товарная ферма, Аскаровская МТФ) — упразднённый хутор в Малоустьикинском сельсовете Мечетлинского района Башкирии (Россия). Сохранились руины и помещение фермы

## История
Основана Аскаровка в 1930-35 гг. Имя получила от пасшего коров на ферме пастуха Аскара из деревни Азикеево.
Аскаровцы работали на ферме.
Около фермы располагался Дом животновода. Ряд работников проживали в домах рядом с фермой: семья Киреевых, семья Корякова Фёдора и Зои, остальные остались безвестны. У фермы стояли 3-4 дома, по переписи 1939 года проживало 10 человек. Перепись 1959 года проживающих в Аскаровке уже не зафиксировала.
На Аскаровской ферме, занимавшей призовые места по Башкирии, было дойное стадо Колхоза В. И. Ленина. Заведующими фермой были: Ватолин А. Г., Новоселов А. И.,Томилов С.и др.
С 1978 года Аскаровская МТФ переведена в село Нижнее Бобино, в Аскаровке остался телятник.